# Pseuderanthemum pennellii
Pseuderanthemum pennellii är en akantusväxtart som beskrevs av Emery Clarence Leonard. Pseuderanthemum pennellii ingår i släktet Pseuderanthemum och familjen akantusväxter. Inga underarter finns listade i Catalogue of Life.